# Hudhayl
Els hudhayl és una tribu de l'Aràbia Saudita amb territori original a la zona entre la Meca i Taif, emparentats als quraixites.
La tribu fou una de les primera a adorar ídols. Després del 622 els hudhayl dirigits pel clan Lihyan, es van posar del costat dels seus parents de la Meca contra Mahoma i foren derrotats per Abd Allah ibn Unays al-Djuhani dels Banu Wabra. Després van esdevenir musulman.
Al segle x foren expulsats dels seus territoris pels Banu Sad amb el suport d'Udjdj ibn Sakh (o ibn Hadjdj) que probablement era el governador abbàssida de la Meca (pel nom, d'origen turc). La tribu encara existeix però el seu territori és a l'est de Taif, amb centre a Kara. El seu assentament tradicional principal fou l'oasi d'al-Zayma.